# 上海蔚来汽車
上海蔚来汽車（英語: NIO Inc. 拼音: Shànghǎi Wèilái Qìchē）は、中華人民共和国の自動車会社。英名から日本ではニーオまたはニオともいう。

## 概要

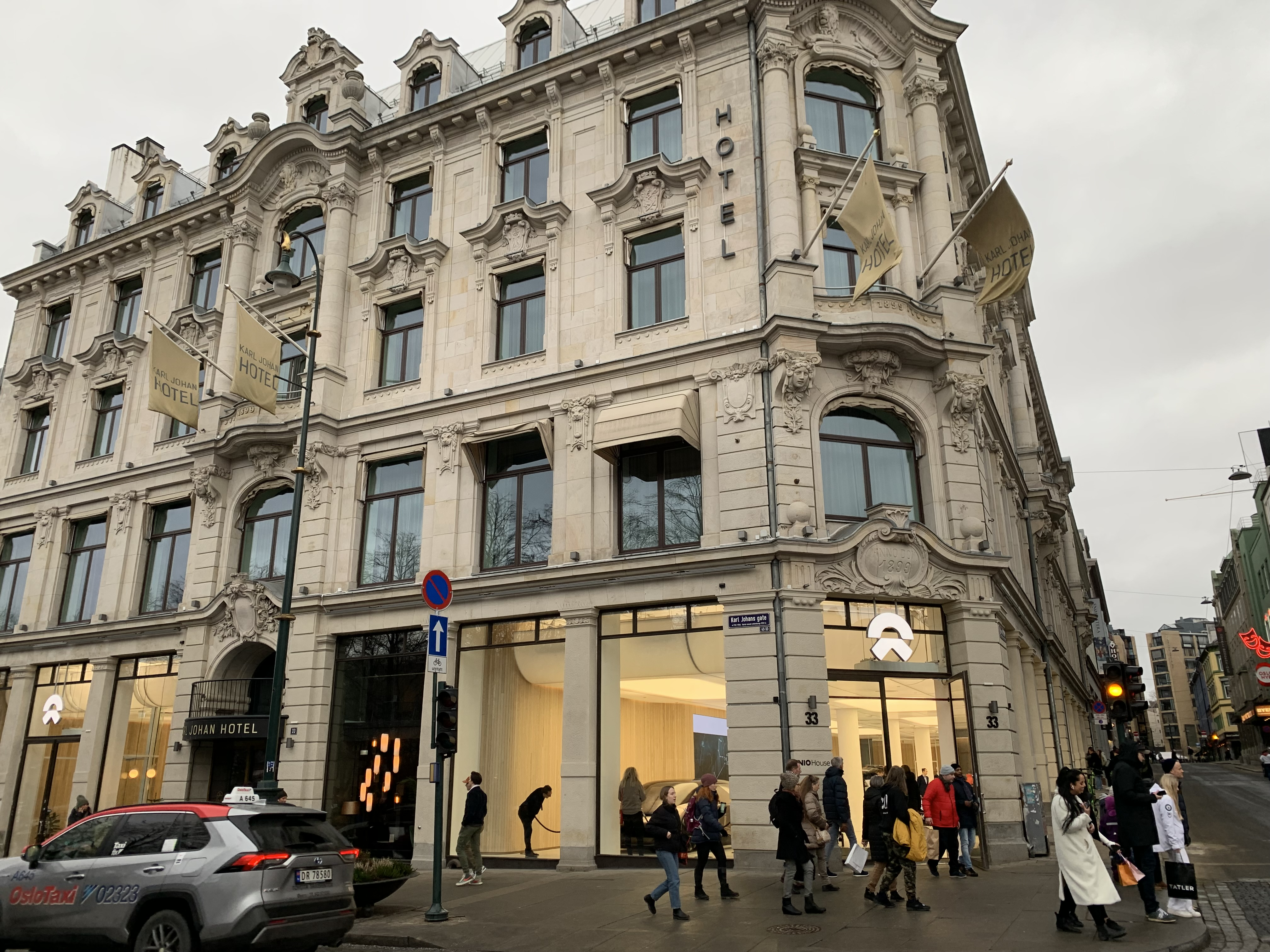
ノルウェー・オスロの店舗

創業以来、電気自動車（EV）のみを発売しており、量産は江淮汽車が担当する。中国新興EVメーカーの「御三家」の一角とされる。
企業としては、中国版テスラ（アメリカの新興自動車メーカー）とも評され2010年代後半から著しい成長を遂げたが、2020年代前半は苦しい経営状態が続いた。2022年の販売台数は前年度比で34.0％増の12万2,486台を達成、売上高は前年比36.3％増の492億686万元を記録したが、純損益は145億594万元の赤字。
2023年の販売目標は前年の2倍に当たる25万台に設定したが、2023年4月から6月期の純損失は前年同期比約28％増の61億元に増加。同年11月にはコストを減らし資源を再配分するとして、従業員2万7000人のうち10％を目処に人員の解雇を行った。

## 沿革
- 2014年11月 - 中国自動車情報サイト「易車」創設者の李斌氏が「NextEV」として安徽省合肥市に設立。
- 2016年 - NIOブランド立ち上げと同時にEP9が発表された。
- 2018年 - EP9がニュルブルクリンクのノルドシュライフェ（北コース：20.832km）で6分45秒25の最速記録を樹立した[6]。これは当時の市販電気自動車の最速ラップタイムである。
- 2018年9月12日 - ニューヨーク証券取引所に上場した[7][8][9]。2022年3月には香港証券取引所にも重複上場した[10]。
- 2021年9月 - 初の海外展開として、ノルウェー進出を果たす[11]。ES8を輸出。
- 2022年7月 - スマートコックピットや自動運転、エネルギー技術の開発を行うイノベーションセンターをベルリンに設立[12]。
- 2022年9月 - ハンガリーのペシュト工場NIO Power Europe Plantで、バッテリー交換ステーションがラインオフ[12]。
- 2022年8月 - スマートフォン事業を手掛ける新会社「蔚来移動科技（NIO Mobile Technology）」を設立した[13]。
- 2022年9月25日 - オーストラリアの資源開発会社のグリーンウイング・リソーシズとアルゼンチンのリチウム塩湖の開発プロジェクトを加速するため戦略的資本提携に合意[14]。
- 2022年10月7日 - NIO Berlin 2022で、ET7、EL7、ET5の3車種を発表し、ドイツ、オランダ、デンマークおよびスウェーデンの4カ国でサブスクリプションを始めると発表[12]。
- 2022年10月21日 - バッテリーを製造する子会社の蔚来電池科技を設立した[15]。
- 2023年2月21日 - 中国国内に同年中に1000カ所（幹線道路沿いに400カ所・都市部に600カ所）のバッテリー交換所を設置する計画を示した[16]。
- 2024年9月19日 - セカンドブランドとして楽道（ONVO）を設定。同ブランドから第1号モデルの「L60」を発売[17]。

## 特徴

### 車載バッテリー交換方式
NIOのEVにおける最大の特徴は、バッテリー交換方式（BaaS(Battery as a Service)）を提供している点である。
NIOのEVは、バッテリーを充電する必要がなく、専用の交換所でバッテリーごと交換できる（充電も可能）。交換所の前に車両を駐車し、充電ボタンを押せば、自動運転で車両が交換所内に入る。交換所の機械が車両を少し持ち上げ、車両下部にあるバッテリーを取り外し、完全に充電されたバッテリーを設置する。この一連の過程は全自動で行われる。

#### 優位点
最大の長所は交換時間の短さであり、バッテリー交換に要する時間は5分以内。NIO側は「放電された交換用バッテリーを再充電するには20～30分程度かかる。交換所一カ所で14個のバッテリーパックで一日合計312回交換できる」と説明している。2018年5月、中国でバッテリー交換所を初めて設置した後、2022年7月までに中国だけで1千箇所の交換所を設置し、稼動中である。
交換式使用はサブスクリプション方式で運営されているので、車両購入価格の抑制にも繋がる。例えば、ES6は、車両価格の約40％にのぼるバッテリー価格（約2万ドル）を除いた金額で購入できる。100kWhのバッテリーは月224ドル、70kWhのバッテリーは月148ドルで使用できる。
十分数のバッテリーがある場合、電力需給の安定にも貢献する。充電式の場合、同時に多くのEVがコンセントに接続されたときの電力需要の急増に対応しなければならず、多くの電力網システムが交換やアップグレードを必要とする。交換式であれば、交換後の空のバッテリーは、電気が安く需要が低いときに充電しておくことができる。

#### 課題
バッテリー交換というアイデアは新しいものではなく、過去にはルノーと提携したベタープレイスや、EVメーカーとして成功しているテスラが挑戦したが、失敗している。
コストの高さが最大の課題である。2021年発表のデータでは、交換ステーションの建設は充電ステーションの倍以上の金額がかかるとされる。さらに、バッテリーの在庫を補充するための費用も嵩む。

## ラインナップ
- EP9：2016年発売、クーペ、NIO初モデル[2]。
- ES8：2017年発売、フルサイズSUV[2]。
- ES6：2019年発売、ミドルサイズSUV[2]、初海外（ノルウェー）展開モデル[11]。
- EC6：2020年発売、ミドルサイズSUV。
- ET7：2022年発売、フルサイズセダン。
- ET5：2021年12月19日発表、ミドルサイズセダン。
- ET9：2023年12月23日発表、エグゼクティブセダンEV。

## 事故
- 2021年8月12日、高速道路でES-8（SUVタイプ）を運転していた実業家が衝突事故を起こして死亡。NIO独自のナビゲーション補助機能を稼働させていた中での事故であったが、広告では同補助機能を「自動」として宣伝していたため「自動運転の車による事故」とされ話題を呼んだ[22]。

## ギャラリー

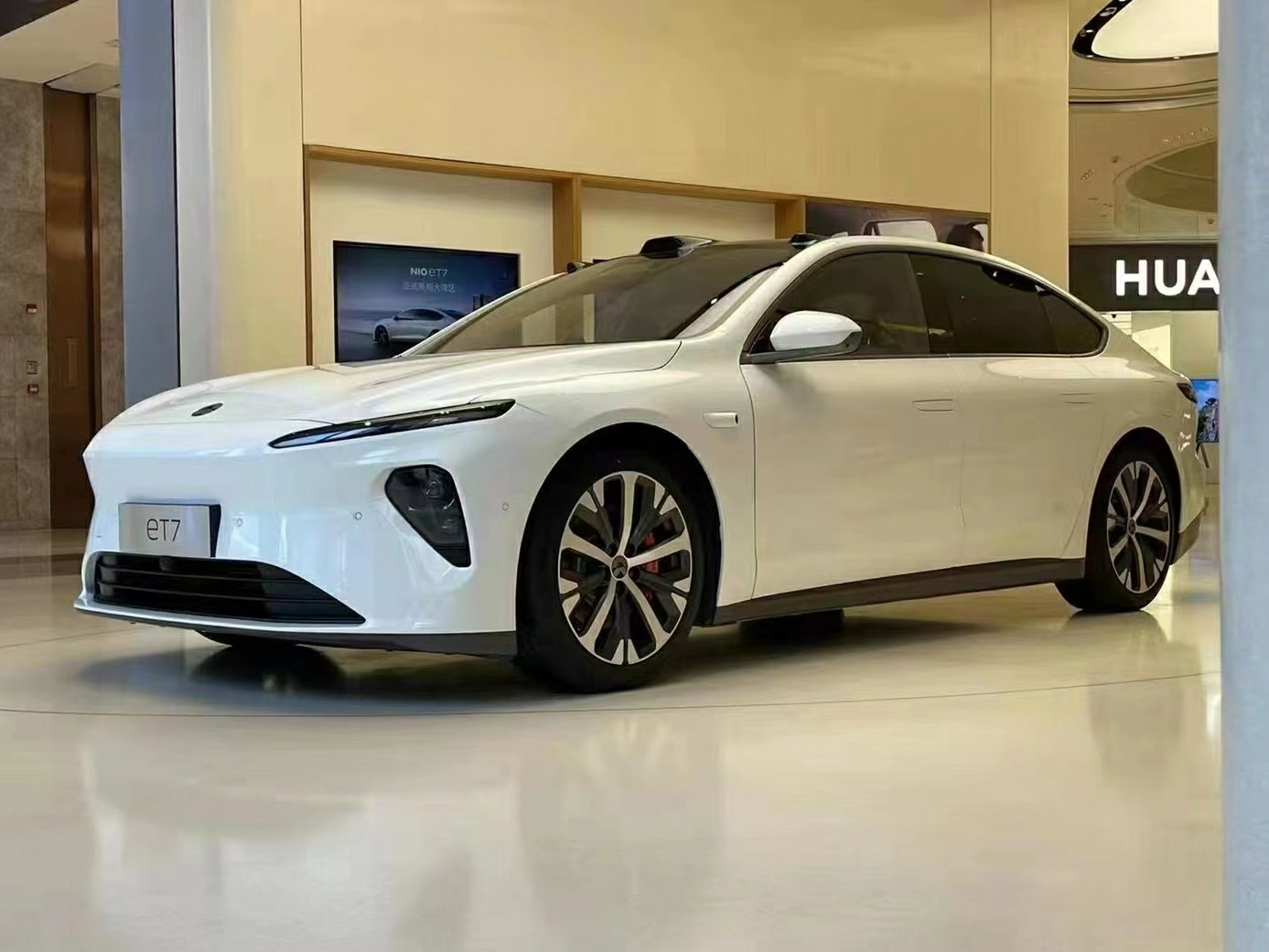
ET7
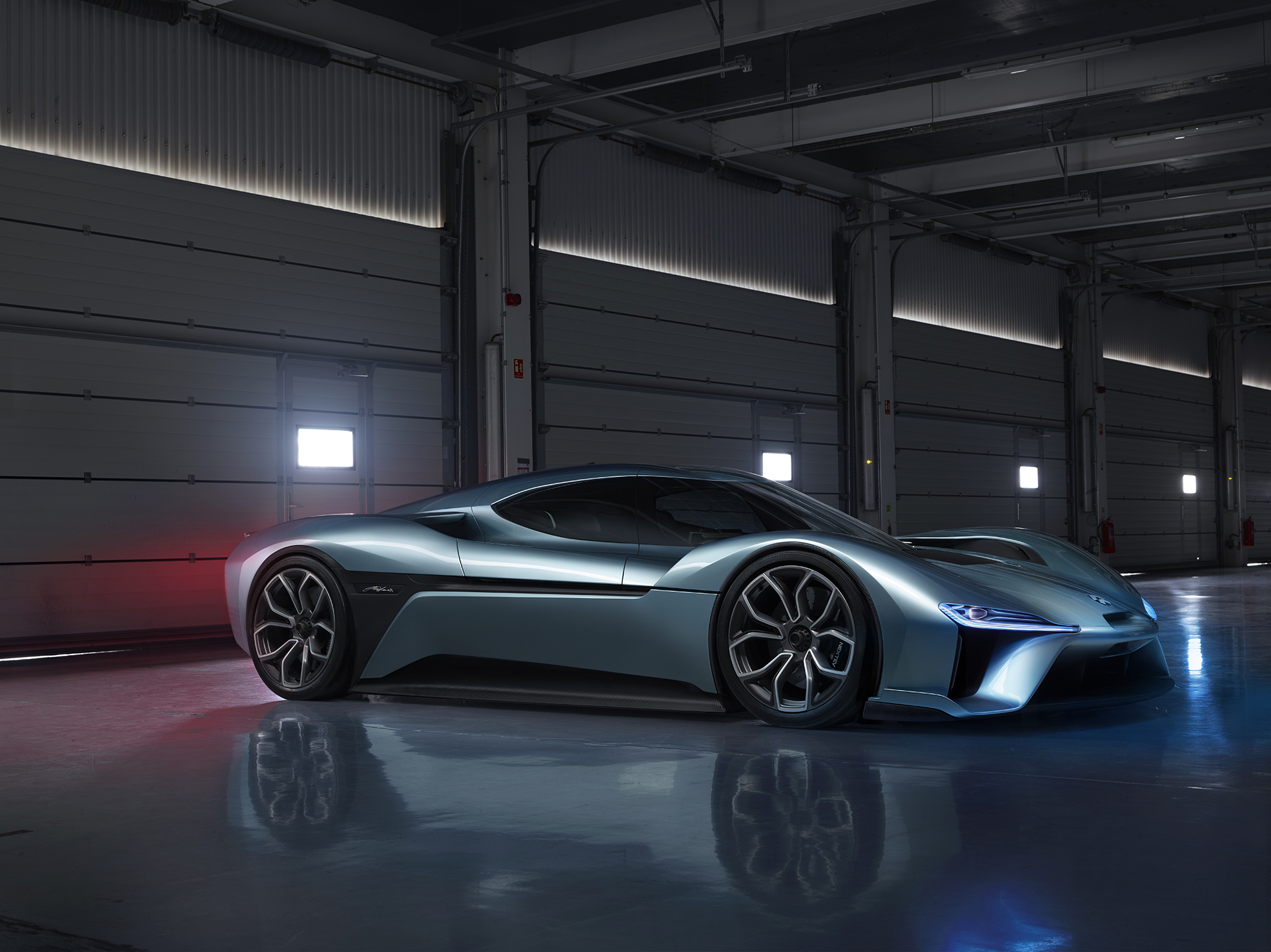
EP9
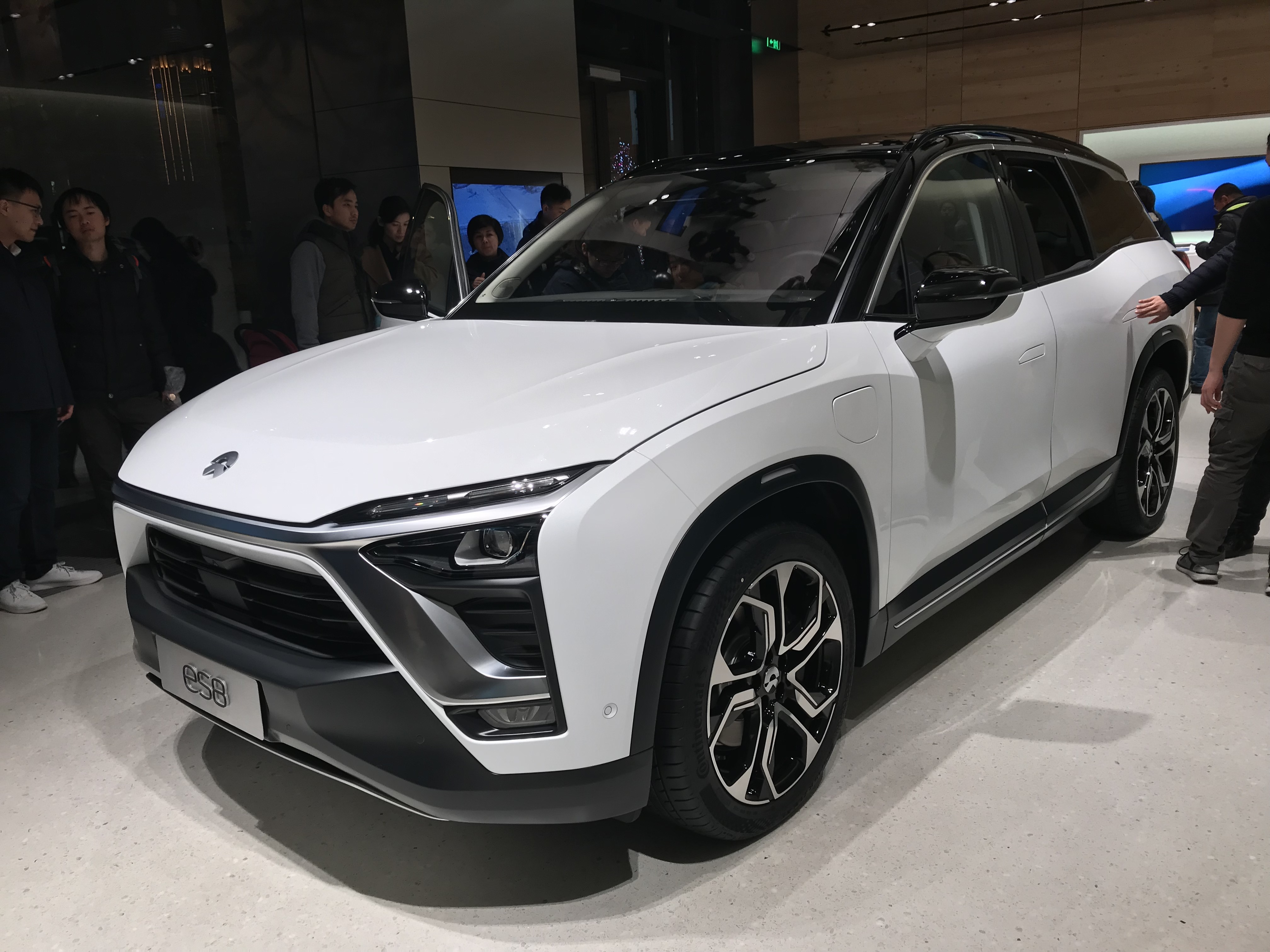
ES8
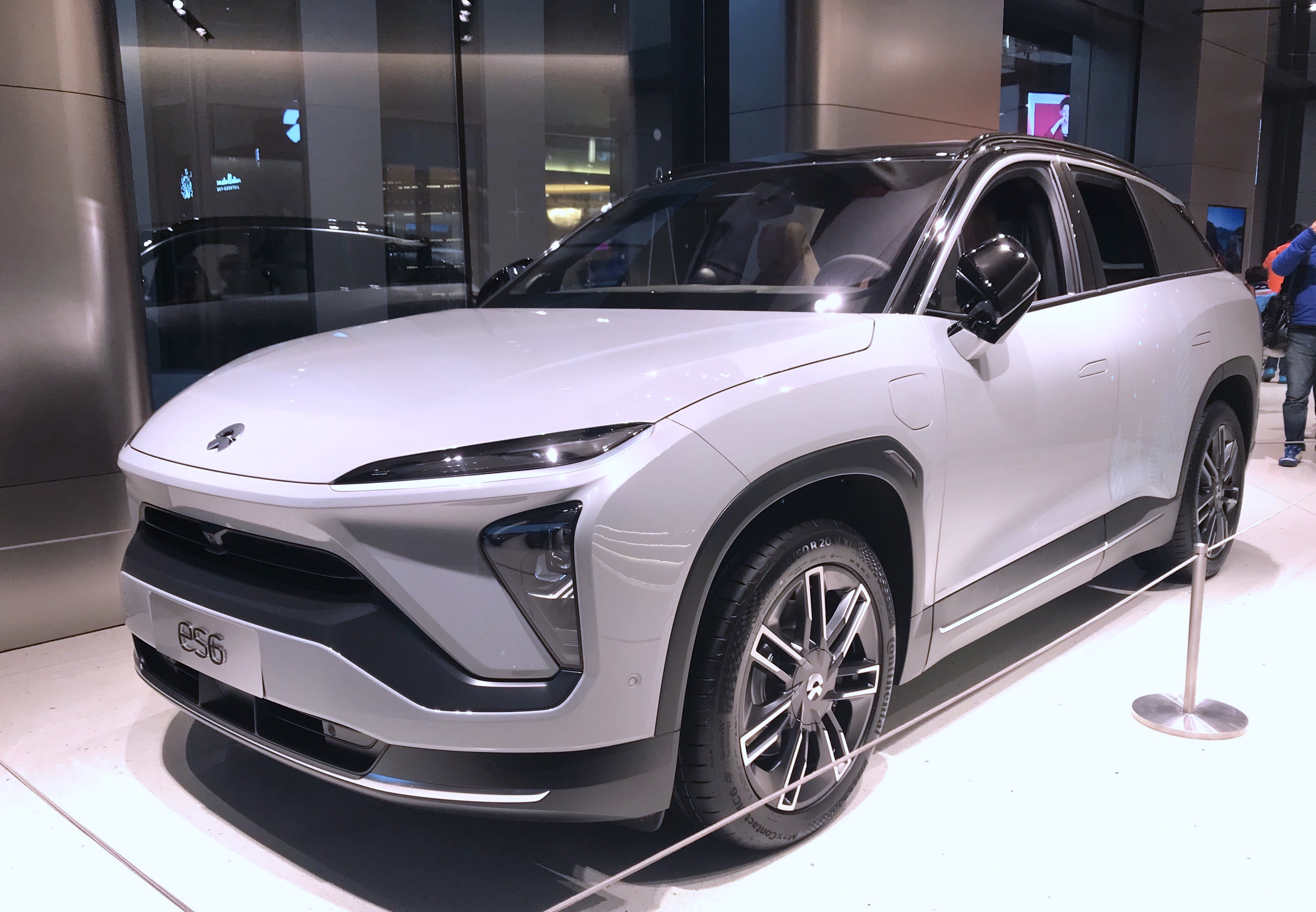
ES6
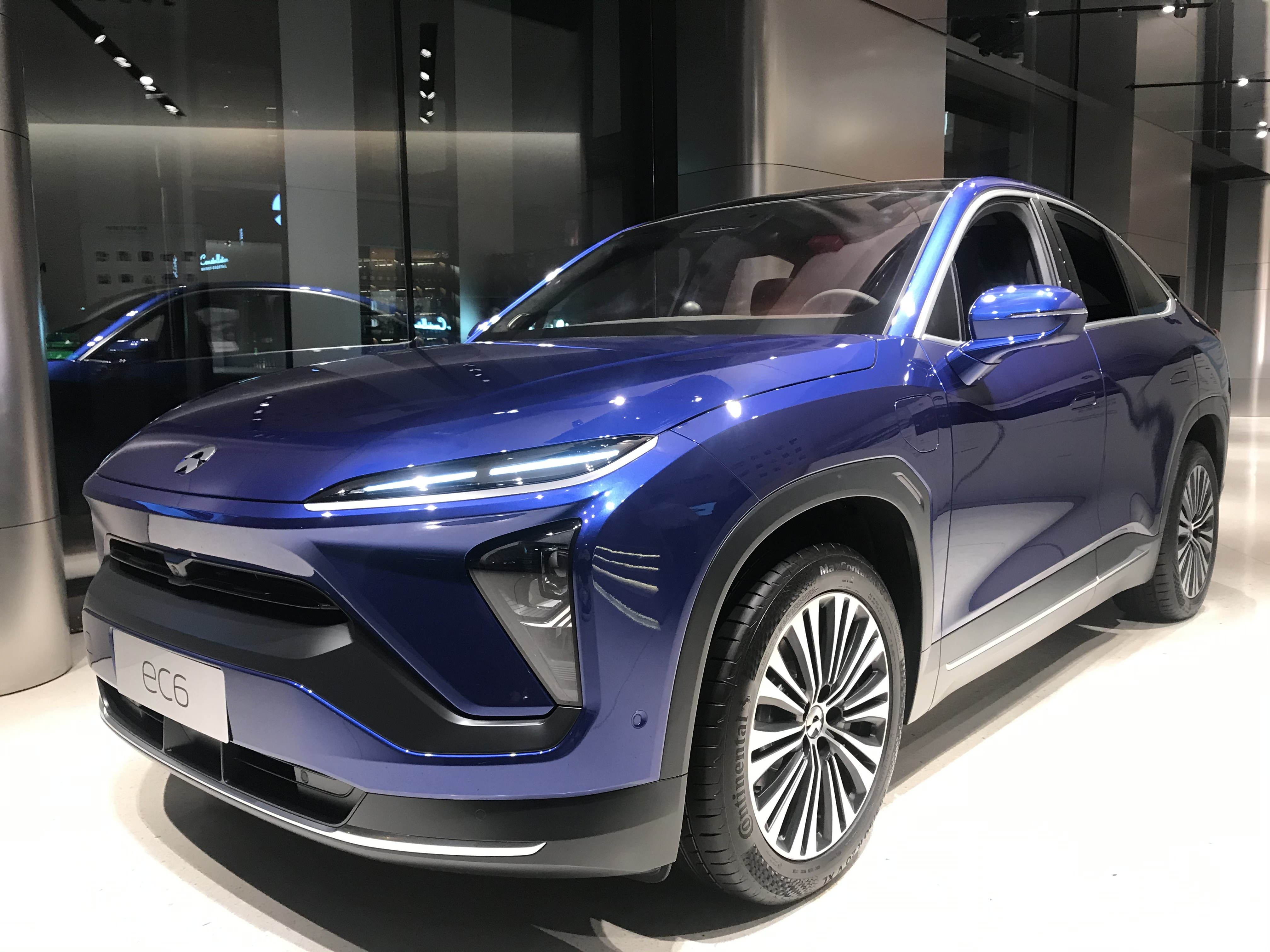
EC6